# 京街 (墨爾本)
金街（英語：King Street）是澳大利亚維多利亞州墨尔本中央商务区的主要街道之一，连接南岸与北墨尔本，现在是该市夜生活的中心，拥有许多酒馆、夜总会、餐厅和成人娱乐场所。
金街是1837年霍德尔路网规划的一部分，得名于南威尔士第三任总督菲臘·結利·京。金街的南起弗林德斯街，北到维多利亚街。北段有旗杆花园。

## 建筑
沿街有许多现代高层办公建筑，也有不少历史建筑列入了维多利亚遗产名录：

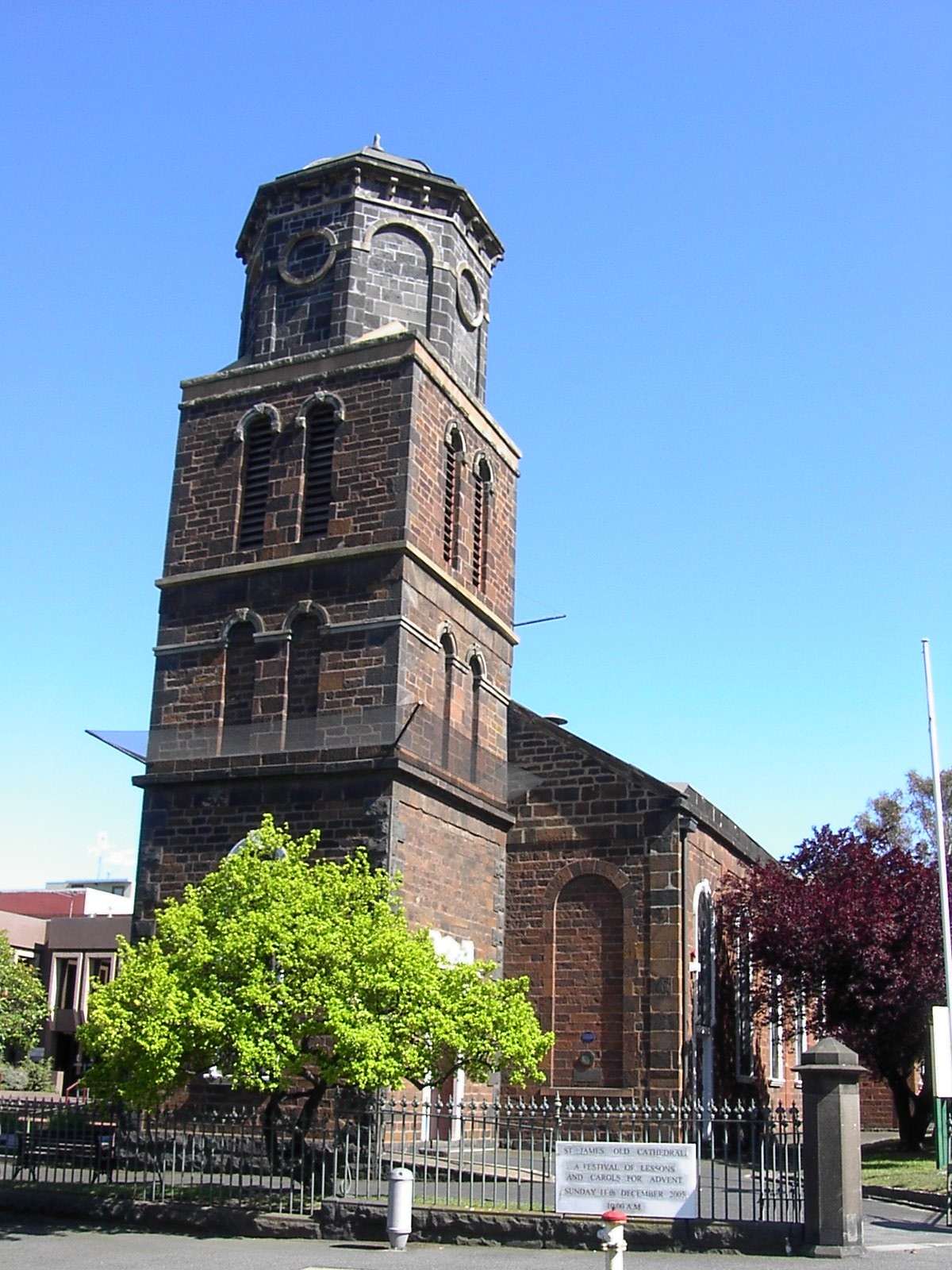
圣雅各老座堂

- 圣雅各老座堂（St James Old Cathedral），墨尔本最古老的教堂（1847）